# لنریث
لنریث (به انگلیسی: Lanreath) یک روستا و محله مدنی در بریتانیا است که در کورنوال واقع شده‌است. لنریث ۵۳۰ نفر جمعیت دارد.